# Jesús del Pino
Jesús do Pino Corrochano (Segurilla, (província de Toledo), 9 de setembro de 1990) é um ciclista profissional espanhol que milita nas fileiras do Aviludo-Louletano. Começou como amador em 2009 nas fileiras da Sanse-Spiuk e passou à estrutura do Caja Rural em 2011.
Na temporada de 2013 passou a categoria Profissional com a equipa Burgos BH-Castilla y León.
Na temporada de 2017 mudou de equipa e alinhou pela equipa portuguesa Efapel.

## Biografia

### Etapa juvenil e sub-23

#### Inícios e Juvenil
Iniciou-se no ciclismo desde cadete, na modalidade de BTT, disputando as provas populares da comarca da Serra de San Vicente agrupadas numa classificação geral conhecida como Senda Viriato. Impondo-se com autoridade na maioria das suas provas, fazendo com a vitória geral dois anos seguidos. Destacando como jovem promessa. Isto lhe levou a dar o passo e começar a provar sorte na estrada. Começou em 2007, em categoria juvenil da mão do ex-ciclista Eduardo Chozas, nas fileiras da equipa juvenil deste, Enypesa-ASC, conseguindo vitórias em Collado Villalba (Madri) e Navalucillos (Toledo) e o XII Prêmio Excmo. Ayto de Ayegui (Navarra).

#### Sub-23
O seguinte passo em sua carreira como ciclista de estrada foi à ascensão à categoria "Amador" ou "Sub23", passando a engrossar as fileiras do Sanse-Spiuk em 2009. Permanece dois anos na esquadra, onde a sua continua progressão e seus bons resultados como escalador fazem que o Caja Rural se fixe nele.
Em 2011 começa a fazer parte da equipa filial (Amador) desta esquadra. Obtendo a sua primeira vitória em 2012 no Circuito de Sollube-Bermeo. Nesse mesmo ano participa com a Selecção Espanhola na Volta às Astúrias de 2012.
Estreiou como profissional como stagiaire na Volta a Portugal (2012) com o Caja Rural terminando no top-10 da classificação sub-23.

### Estreia como Profissional
Consegue dar o salto a Profissional na temporada de 2013, passando às fileiras da Burgos BH-Castilla y León, equipa que contrata o jovem promessa toledana. Com 22 anos começa a temporada em fevereiro com a sua primeira participação profissional na Challenge Ciclista a Mallorca. Disputa também a Volta à Andaluzia , o Grande Prêmio Miguel Indurain e o Tour de Saboia onde chega o melhor momento da sua temporada.
Nesta carreira disputada entre o 13 e o 16 de junho de 2013, consegue na primeira etapa um meritório oitavo posto, culminando na segunda com a sua primeira vitória no circuito profissional. Uma etapa de alta montanha entre "Chambéry" e "Le Plateau de Solaison" onde atacou e descolou a seus colegas de fuga, para coroar em solitário o último porto da jornada. Conseguindo ademais a liderança nas classificações Geral, por Pontos e da Montanha. Finaliza a temporada disputando duas voltas na China chamadas Tour of China I e Tour of China II finalizando em 11.ª posição no primeiro deles.

### 2.º ano como profissional
Na temporada de 2014 contínua nas fileiras da Burgos-BH começando a temporada na Challenge Ciclista a Mallorca no Troféu Serra Tramuntana fazendo um meritório 7.º posto, ademais consegue os prêmios da combatividade e da montanha. Segue a temporada participando em Grande Prêmio Miguel Indurain (onde uma avaria mecânica lhe impede disputar a vitória final), Volta ao México e Volta a Múrcia. Em junho volta a disputar o Tour de Saboia onde finaliza 2.º na primeira etapa e luta pela vitória na geral até à última etapa, finalmente finalizaria 3.º. Participa nos Campeonato da Espanha em Estrada onde finaliza 11.º entrando no mesmo grupo que o terceiro classificado. A partir do mês de julho participa em provas com grande reputação como a Volta ao Lago Qinghai, Volta a Portugal. O seu estado de forma nestas duas provas não é bom e depois de sofrer muito na Volta a Portugal decide parar e cancela a sua participação em Volta a Burgos para poder estar em melhor forma nas seguintes carreiras. Termina a temporada competindo a bom nível em carreiras francesas. Depois de não chegar a um acordo com Caja Rural renova por uma temporada com a Burgos-BH.

### Consolidação como profissional
A temporada de 2015 é já a sua terceira temporada como profissional e devido aos seus bons resultados e à experiência adquirida tanto a equipa como os aficionados lhe exigem mais e que esteja mais adiante nas provas nas que compete. Começa a temporada no circuito espanhol em provas como Challenge Ciclista a Mallorca, Volta à Andaluzia e Grande Prêmio Miguel Indurain. Não consegue resultados destacados na primeira parte da temporada.
Depois de um tempo sem competir ao não receber a sua equipa convites, volta em Volta às Astúrias onde se deixa ver na escapada da primeira etapa, na Volta à Comunidade de Madri um ataque de alergia subindo Morcuera não lhe permite render ao 100% mas o pior chegar-le-ia na sua prova fetiche o Tour de Saboia onde na segunda etapa sofre uma queda baixando um porto e se rompe a clavícula direita lhe obrigando a passar pelo quiroprático e se perdendo os Campeonato da Espanha em Estrada. Volta à competição na Clássica de Ordizia com o objectivo de chegar bem à prova mais importante da sua equipa a Volta a Burgos.
Não chega na forma desejada à Volta a Burgos e não pode estar ao nível que desejaria, depois da carreira burgalesa dá praticamente a temporada por fechada já que só correrá o Tour du Doubs em meados de setembro. Depois de negociar com várias equipas renova por outra temporada com a Burgos-BH onde depois da marcha do seu líder David Belda deverá dar um passo adiante.

### Último ano na Burgos-BH
A temporada de 2016 será o seu último ano com o conjunto burgalês. Volta a começar a temporada na Challenge Ciclista a Mallorca onde não consegue brilhar. A sua temporada segue na Volta à Andaluzia e na  Volta à Comunidade Valenciana carreiras nas que consegue melhores resultados. Continua com participações em Klasica de Amorebieta, Grande Prêmio Miguel Indurain e Volta a Castela e Leão. O seu melhor resultado consegue-o na Volta às Astúrias com uma 12° posição na classificação geral. No verão participa em várias provas do calendário francês e na  Volta a Burgos onde se deixa ver e é o grande protagonista na terceira etapa protagonizando uma longa fuga. Pelo regulamento de não poder ter mais de um verdadeiro número de corredores maiores de 25 anos se vê obrigado a abandonar a Burgos-BH.
No mês de outubro anuncia-se o seu contrato pelo conjunto português do Efapel.
Termina no ano disputando várias provas da Copa da Comunidade de Madri de ciclocross conseguindo o triunfo no segundo deles em Alcobendas demonstrando seu bom trabalho na pretemporada face a 2017.

### Estreia na Efapel
A primeira carreira que compete com a sua nova equipa é na Prova de Abertura do calendário português na Anadia. A sua primeira prova no calendário UCI foi a Volta ao Algarve onde se deixou ver na fuga da última etapa. A sua temporada seguiu na Clássica de Arrábida e Clássica Aldeias do Xisto onde finalizou 21° nas duas provas. Também participa em várias carreiras da Taça de Portugal levando a cabo um importante trabalho de equipa. Ademais compartilha as suas competições de estrada com as de MTB onde consegue três vitórias no Rally dos Embalses em Galapagar, Open de Mejorada e Open La Adrada.
Volta à competição em estrada na Volta a Castela e Leão onde é um dos grandes protagonistas da carreira sendo 9.º na geral e estando presente à fuga de duas etapas. Continua a sua temporada no Grande Prémio Jornal de Notícias realizando um trabalho de gregário em favor do seu colega Daniel Mestre para que este conseguisse duas etapas. As competições continuariam no Grande Prêmio Internacional de Fronteiras e a Serra da Estrela carreira portuguesa 2.1. Chuchi se colaria na fuga da primeira etapa na que roçaria a vitória terminando segundo. Depois de uma segunda jornada guardando forças no pelotão preenchido pelos seu colegas o ciclista de Segurilla chegaria à última etapa com muitas opções na geral. Na terceira etapa, a mais montanhosa, Do Pino deu-o todo para terminar sétimo e se fundir com a 'amarela' e conseguir assim o seu segundo triunfo profissional e a consecução da sua primeira volta por etapas profissional, o Grande Prêmio Internacional de Fronteiras e a Serra da Estrela. Segue com a sua temporada no calendário português com o GP Abimota, sem pontos UCI, onde continua num grande estado de forma conseguindo o quinto posto na geral e estando em três etapas (de quatro) no top-10. Devido à acumulação de dias de competição renuncia a participar no Campeonato da Espanha em Estrada. Uns dias antes de dar começo o grande objectivo do ano a Volta a Portugal consegue a sua segunda vitória da temporada na Volta Albergaria carreira de um dia do calendário português, sem pontos UCI.
No grande objectivo do ano Volta a Portugal voltaria a brilhar sendo um dos gregários principais da Efapel atirando do pelotão em várias etapas. No pessoal também se colaria em várias escapadas ficando cerca do triunfo e na general roçou o top-15 terminado 17.º.
Na segunda parte do mês de agosto seguiria disputando os clássicos circuitos portugueses sendo 2.º no Circuito Alcobaça.
A 21 de outubro de 2017 anunciou-se a sua renovação por uma temporada com o Efapel.

### Último ano em Efapel
Uma temporada mais começa a temporada na Volta ao Algarve. Continuo disputando a Clássica Aldeias do Xisto onde roçou o top-15.
Regressa ao Grande Prêmio Internacional de Fronteiras e a Serra da Estrela portando o dorsal 1 mas um percurso pouco favorável não lhe permite lutar por revalidar a vitória. Depois disso compete no calendário espanhol em carreiras como Volta a Castela e Leão e Volta à Comunidade de Madri se deixando ver em fugas e realizando um grande trabalho de equipa.
Seu melhor resultado da temporada chegaria no Campeonato da Espanha em Estrada estando durante toda a prova no grupo de favoritos, deixando ver o maillot da sua equipa em televisão e onde finalmente finalizaria oitavo entrando no mesmo grupo que o segundo classificado Alejandro Valverde. O seu bom estado de forma continuaria no Troféu Joaquim Agostinho prova 2.2 portuguesa onde roçaria a vitória na terceira etapa mas uma inoportuna queda no último quilómetro não permitir-le-ia lutar pelo triunfo quando ia escapado junto a Óscar Hernández, que levar-se-ia a etapa. Pôde recuperar dessa queda para terminar oitavo na quarta e última etapa que servir-le-ia para ser nono na general justo antes do grande objectivo do ano a Volta a Portugal.

## Palmarés
2013
- 1 etapa do Tour de Saboia

2017
- Grande Prêmio Internacional de Fronteiras e a Serra da Estrela

## Equipas

### Juvenil
- Enypesa-ASC - Chozas Team

### Sub23
- União Ciclista San Sebastián de los Reyes - Spiuk (2009-2010)
- Caja Rural (2011-2012)

### Profissional
- Caja Rural-Seguros RGA (stagiaire) (2012)
- Burgos-BH (2013-2016)
- Efapel (2017-2018)
- Vito-Feirense-Pnb[6] (2019)
- Aviludo-Louletano[7] (2020)